# Победници светских првенстава у атлетици у дворани — 5 километара ходање
Победници светских првенстава у атлетици у дворани  у дисциплини 5.000 метара ходање за мушкарце, која се, у програмима првенстава, налази од такмичења 1985. у Паризу под именом Светске игре у дворани, наведени су у следећој табели са резултатима који су изражени у минутима. Од 1995. године ова дисциплина више није у програму Светских првенстава у дворани.

## Табела победница на СП у дворани у дисциплини 5.000 метара ходање за мушкарце
Стање после СП 1993.
| Светско првенство  |                                   | Резултат        |                                 | Резултат |                                     | Резултат     |
| Париз 1985         | Жерар Леливр · Француска          | 19:06,22        | Маурицио Дамилано · Италија     | 19:11,41 | Дејвид Смит · Аустралија            | 19:16,04     |
| Индијанополис 1987 | Михаил Шчеников · Совјетски Савез | 18:27,79 СР РСП | Јожеф Прибилинец · Чехословачка | 18:27,80 | Ернесто Канто · Мексико             | 18:38,71 САР |
| Будимпешта 1989    | Михаил Шчеников · Совјетски Савез | 18:27,10 СР РСП | Роман Мразек · Чехословачка     | 18:28,90 | Франц Костјукевић · Совјетски Савез | 18:34,07     |
| Севиља 1991        | Михаил Шчеников · Совјетски Савез | 18:23,55 СР РСП | Ђовани Де Бенедиктис · Италија  | 18:23,60 | Франц Костјукевић · Совјетски Савез | 18:47,05     |
| Торонто 1993       | Михаил Шчеников · Русија          | 18:32,10        | Роберт Коржењовски · Пољска     | 18:35,91 | Михаил Орлов · Русија               | 18:43,48     |

Легенда: СР = Светски рекорд у дворани, РСП = Рекорд светских првенстава у дворани, САР = Рекорд Северне Америке у дворани

## Биланс медаља на СП у дворани у дисциплини 5.000 метара ходање за мушкарце
Стање после СП 1993.
|    | Држава          |   |   |   |    |
| -- | --------------- | - | - | - | -- |
| 1. | Совјетски Савез | 3 | 0 | 2 | 5  |
| 2. | Русија          | 1 | 0 | 1 | 2  |
| 3. | Француска       | 1 | 0 | 0 | 1  |
| 4. | Италија         | 0 | 2 | 0 | 2  |
| 4. | Чехословачка    | 0 | 2 | 0 | 2  |
| 6. | Пољска          | 0 | 1 | 0 | 1  |
| 7. | Аустралија      | 0 | 0 | 1 | 1  |
| 7. | Мексико         | 0 | 0 | 1 | 1  |
|    | Укупно 8 земаља | 5 | 5 | 5 | 15 |

###### Брзо ходање у дворани
- Победнице светских првенстава у дворани — 3.000 метара ходање за жене
- Победнице европских првенстава у дворани — 3.000 метара ходање за жене
- Победници европских првенстава у дворани — 5 километара ходање за мушкарце

###### Брзо ходање на отвореном
- Освајачи олимпијских медаља — 20 километара ходање за мушкарце
- Освајачице олимпијских медаља — 20 километара ходање за жене
- Победнице светских првенстава на отвореном — 10 километара ходање за жене
- Победнице светских првенстава на отвореном — 20 километара ходање за жене
- Победници светских првенстава на отвореном — 20 километара ходање за мушкарце
- Победнице европских првенстава на отвореном — 20 километара ходање за жене
- Победници европских првенстава на отвореном — 20 километара ходање за мушкарце